# Lijst van personen overleden in 1947
Dit is een lijst van personen die zijn overleden in 1947.

## Januari

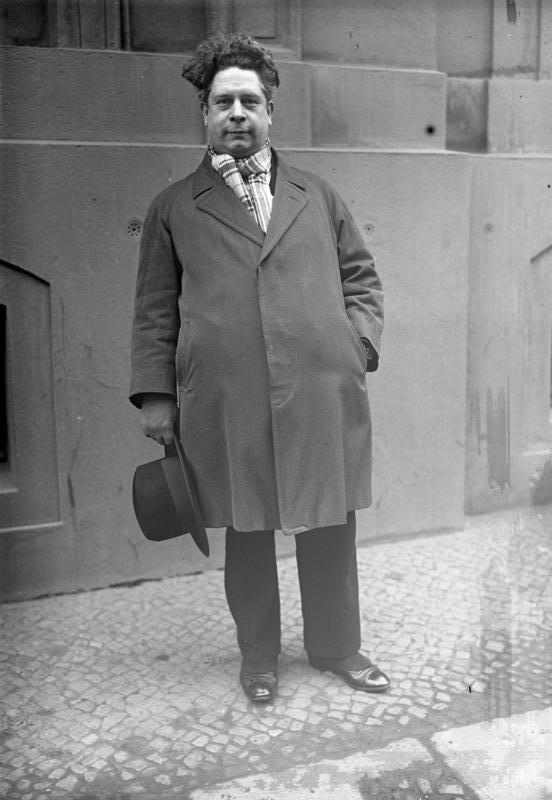
Felix Timmermans
24 januari

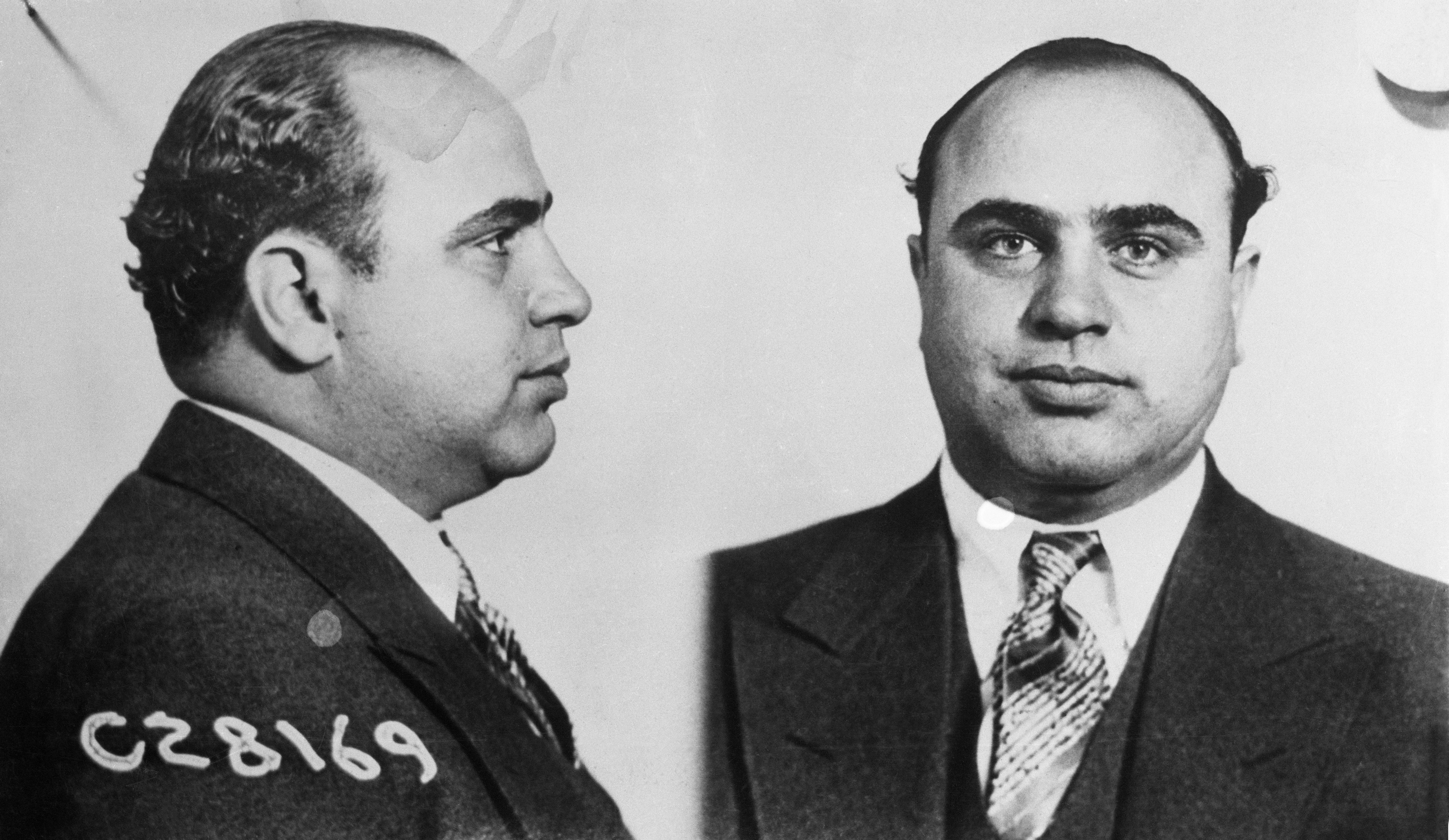
Al Capone
25 januari

| 1 | 2 | 3 | 4 | 5 | 6 | 7 | 8 | 9 | 10 | 11 | 12 | 13 | 14 | 15 | 16 | 17 | 18 | 19 | 20 | 21 | 22 | 23 | 24 | 25 | 26 | 27 | 28 | 29 | 30 | 31 |
| - | - | - | - | - | - | - | - | - | -- | -- | -- | -- | -- | -- | -- | -- | -- | -- | -- | -- | -- | -- | -- | -- | -- | -- | -- | -- | -- | -- |

### 8 januari
- Lambertus Zijl (80), Nederlands beeldhouwer en medailleur

### 11 januari
- Wouter Nijhoff (80), Nederlands boekhandelaar, antiquaar en uitgever

### 24 januari
- Felix Timmermans (61), Vlaams schrijver

### 25 januari
- Al Capone (48), Amerikaans gangster

### 28 januari
- Reynaldo Hahn (72), Frans componist en dirigent

## Februari
| 1 | 2 | 3 | 4 | 5 | 6 | 7 | 8 | 9 | 10 | 11 | 12 | 13 | 14 | 15 | 16 | 17 | 18 | 19 | 20 | 21 | 22 | 23 | 24 | 25 | 26 | 27 | 28 |
| - | - | - | - | - | - | - | - | - | -- | -- | -- | -- | -- | -- | -- | -- | -- | -- | -- | -- | -- | -- | -- | -- | -- | -- | -- |

### 12 februari
- Kurt Lewin (56), Duits psycholoog

### 19 februari
- August Schmidhuber (45), Duits officier

### 26 februari
- Heinrich Häberlin (78), Zwitsers politicus
- Alexander Löhr (61), Oostenrijks officier
- Kálmán Tihanyi (49), Hongaars televisiepionier en uitvinder

## Maart

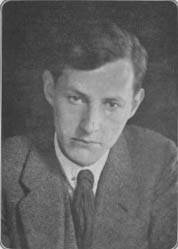
Willem Pijper
19 maart

| 1 | 2 | 3 | 4 | 5 | 6 | 7 | 8 | 9 | 10 | 11 | 12 | 13 | 14 | 15 | 16 | 17 | 18 | 19 | 20 | 21 | 22 | 23 | 24 | 25 | 26 | 27 | 28 | 29 | 30 | 31 |
| - | - | - | - | - | - | - | - | - | -- | -- | -- | -- | -- | -- | -- | -- | -- | -- | -- | -- | -- | -- | -- | -- | -- | -- | -- | -- | -- | -- |

### 2 maart
- Frans Ghijsels (64), Nederlands architect en stedenbouwkundige

### 6 maart
- Ferdinand Zecca (82), Frans filmregisseur

### 10 maart
- Walter Rogowski (65), Duits natuurkundige en elektrotechnicus

### 19 maart
- Willem Pijper (52), Nederlands componist

### 22 maart
- Arturo Martini (57), Italiaans beeldhouwer

### 23 maart
- Emil Jørgensen (65), Deens voetballer

## April

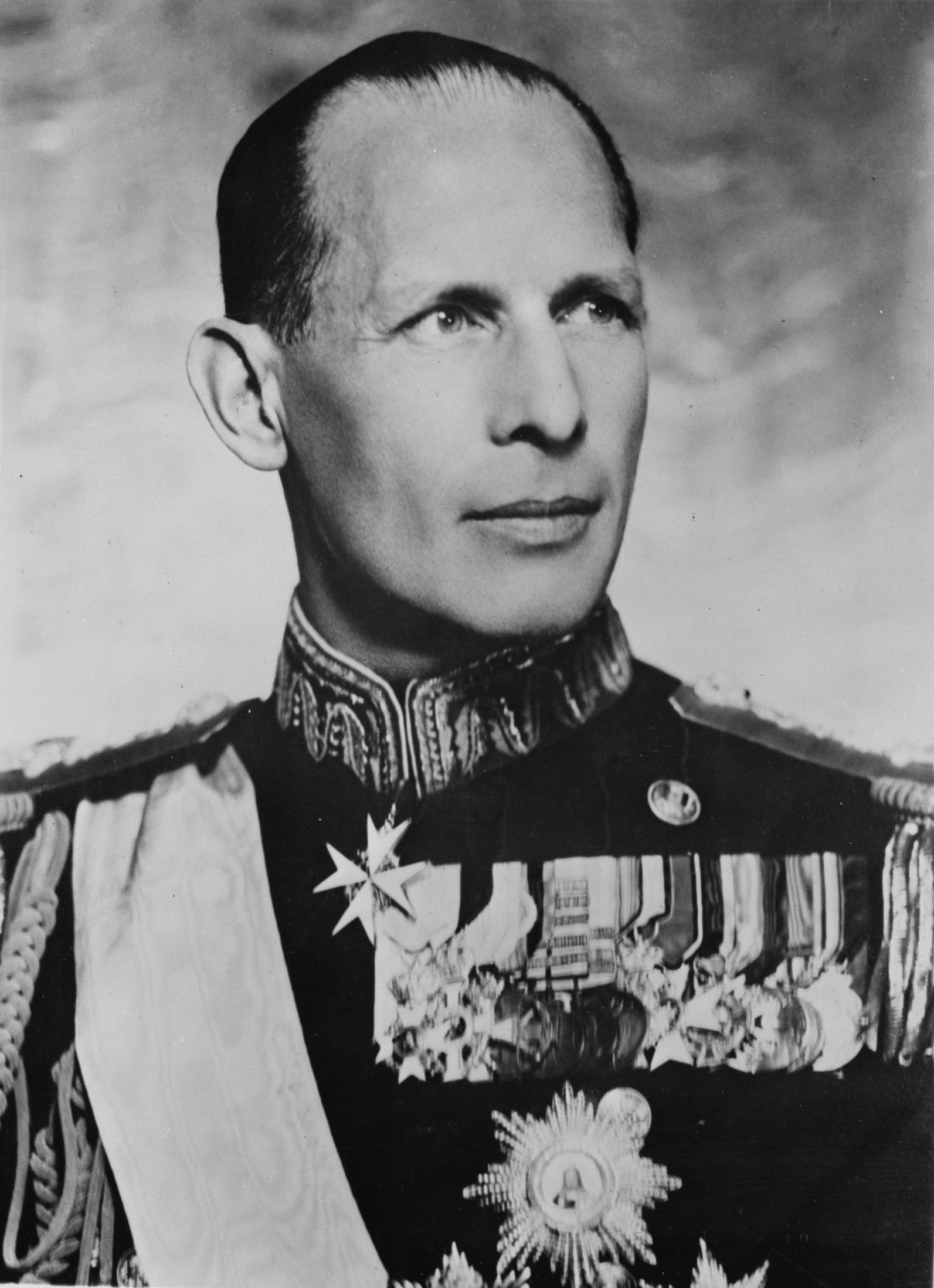
George II van Griekenland
1 april

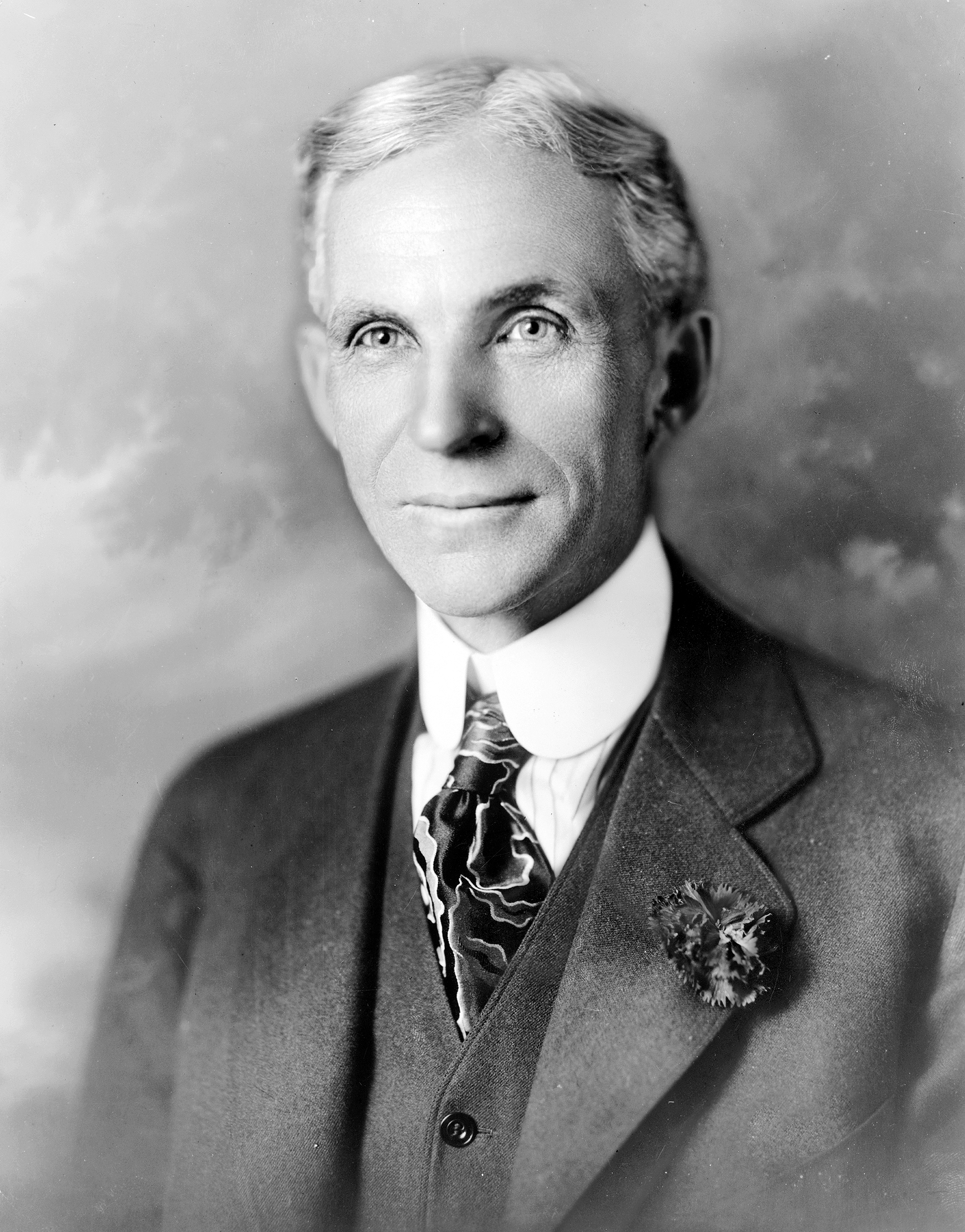
Henry Ford
7 april

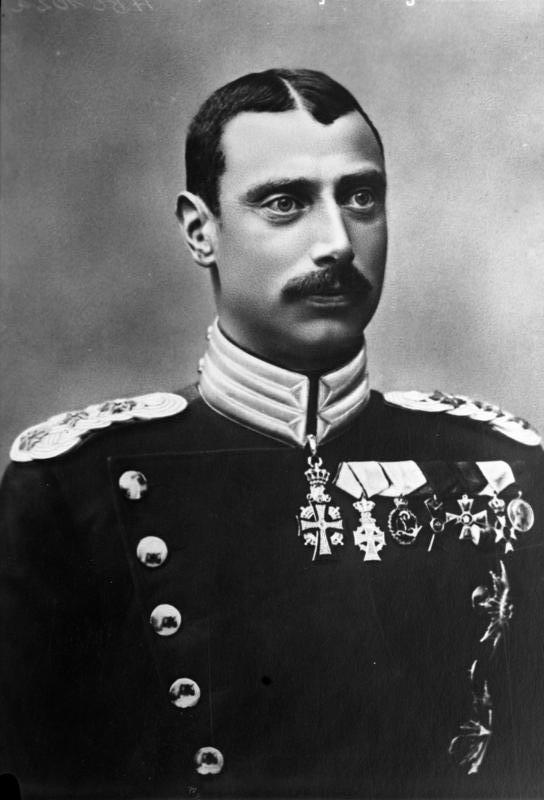
Christiaan X van Denemarken
20 april

| 1 | 2 | 3 | 4 | 5 | 6 | 7 | 8 | 9 | 10 | 11 | 12 | 13 | 14 | 15 | 16 | 17 | 18 | 19 | 20 | 21 | 22 | 23 | 24 | 25 | 26 | 27 | 28 | 29 | 30 |
| - | - | - | - | - | - | - | - | - | -- | -- | -- | -- | -- | -- | -- | -- | -- | -- | -- | -- | -- | -- | -- | -- | -- | -- | -- | -- | -- |

### 1 april
- George II van Griekenland (56), Grieks koning

### 7 april
- Henry Ford (83), Amerikaans autofabrikant

### 9 april
- Desmond FitzGerald (59), Iers politicus

### 18 april
- Jozef Tiso (59), Slowaaks rooms-katholiek geestelijke

### 20 april
- Christiaan X van Denemarken (76), koning van Denemarken

### 30 april
- Almroth Wright (85), Brits bacterioloog en immunoloog

## Mei

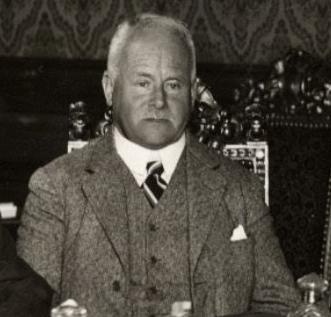
Jan Kan
8 mei

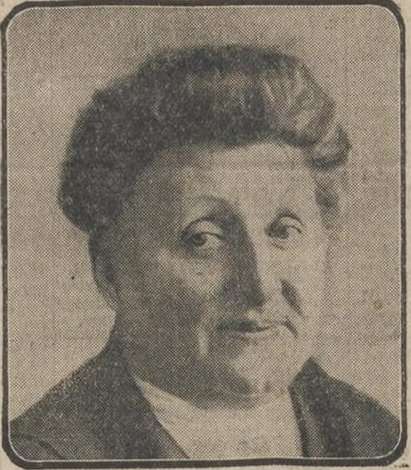
Manna de Wijs-Mouton
29 mei

| 1 | 2 | 3 | 4 | 5 | 6 | 7 | 8 | 9 | 10 | 11 | 12 | 13 | 14 | 15 | 16 | 17 | 18 | 19 | 20 | 21 | 22 | 23 | 24 | 25 | 26 | 27 | 28 | 29 | 30 | 31 |
| - | - | - | - | - | - | - | - | - | -- | -- | -- | -- | -- | -- | -- | -- | -- | -- | -- | -- | -- | -- | -- | -- | -- | -- | -- | -- | -- | -- |

### 8 mei
- Attilio Ferraris (43), Italiaans voetballer
- Jan Kan (73), Nederlands politicus

### 11 mei
- Ture Rangström (62), Zweeds componist

### 12 mei
- Cyril Deverell (72), Brits maarschalk

### 16 mei
- Frederick Gowland Hopkins (85), Engels biochemicus en Nobelprijswinnaar

### 18 mei
- Francisco Zulueta (55), Filipijns senator en rechter

### 29 mei
- Manna de Wijs-Mouton (74), Nederlands beeldend kunstenares en componiste

## Juni

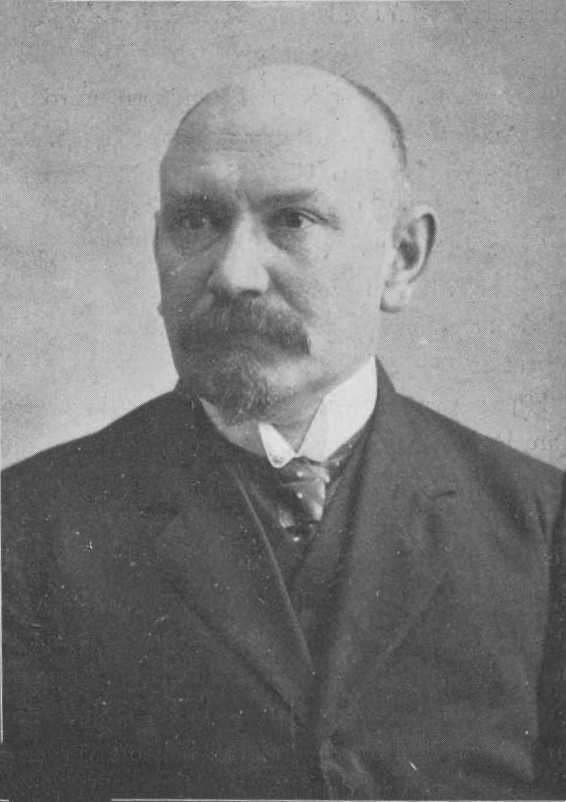
Willem Vliegen
29 juni

| 1 | 2 | 3 | 4 | 5 | 6 | 7 | 8 | 9 | 10 | 11 | 12 | 13 | 14 | 15 | 16 | 17 | 18 | 19 | 20 | 21 | 22 | 23 | 24 | 25 | 26 | 27 | 28 | 29 | 30 |
| - | - | - | - | - | - | - | - | - | -- | -- | -- | -- | -- | -- | -- | -- | -- | -- | -- | -- | -- | -- | -- | -- | -- | -- | -- | -- | -- |

### 29 juni
- Willem Vliegen (84), Nederlands socialistisch politicus

## Juli
| 1 | 2 | 3 | 4 | 5 | 6 | 7 | 8 | 9 | 10 | 11 | 12 | 13 | 14 | 15 | 16 | 17 | 18 | 19 | 20 | 21 | 22 | 23 | 24 | 25 | 26 | 27 | 28 | 29 | 30 | 31 |
| - | - | - | - | - | - | - | - | - | -- | -- | -- | -- | -- | -- | -- | -- | -- | -- | -- | -- | -- | -- | -- | -- | -- | -- | -- | -- | -- | -- |

### 14 juli
- Ercole Olgeni (63), Italiaans roeier

### 29 juli
- Mindert Hepkema (65), Nederlands sportbestuurder

## Augustus

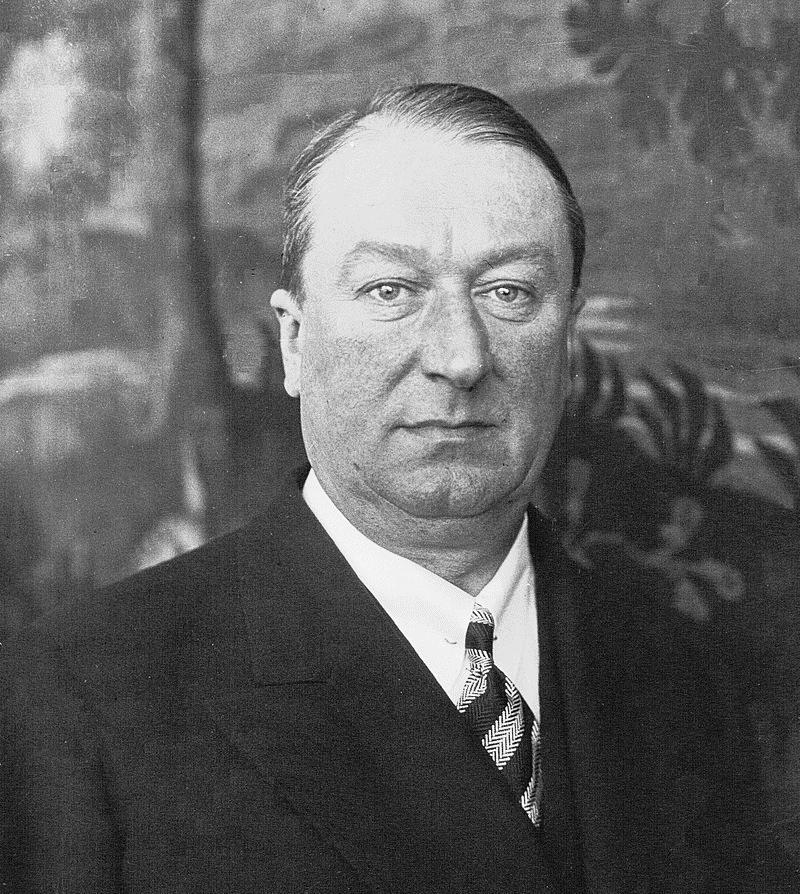
Ettore Bugatti
21 augustus

| 1 | 2 | 3 | 4 | 5 | 6 | 7 | 8 | 9 | 10 | 11 | 12 | 13 | 14 | 15 | 16 | 17 | 18 | 19 | 20 | 21 | 22 | 23 | 24 | 25 | 26 | 27 | 28 | 29 | 30 | 31 |
| - | - | - | - | - | - | - | - | - | -- | -- | -- | -- | -- | -- | -- | -- | -- | -- | -- | -- | -- | -- | -- | -- | -- | -- | -- | -- | -- | -- |

### 15 augustus
- Nils Andersson (60), Zweeds voetballer

### 21 augustus
- Ettore Bugatti (65), Italiaans autoconstructeur

### 27 augustus
- Johanna Ey (83), Duits kunsthandelaar en mecenas

## September

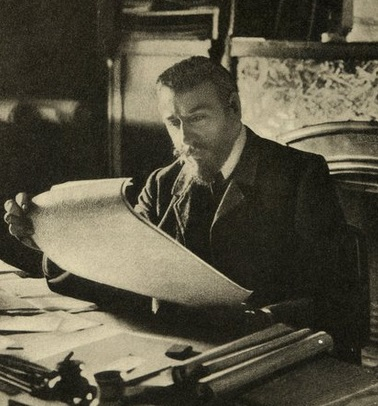
Victor Horta
8 september

| 1 | 2 | 3 | 4 | 5 | 6 | 7 | 8 | 9 | 10 | 11 | 12 | 13 | 14 | 15 | 16 | 17 | 18 | 19 | 20 | 21 | 22 | 23 | 24 | 25 | 26 | 27 | 28 | 29 | 30 |
| - | - | - | - | - | - | - | - | - | -- | -- | -- | -- | -- | -- | -- | -- | -- | -- | -- | -- | -- | -- | -- | -- | -- | -- | -- | -- | -- |

### 6 september
- Alejandro Melchor sr. (47), Filipijns civiel ingenieur, militair en kabinetslid

### 8 september
- Victor Horta (86), Belgisch architect

### 15 september
- Nancy Riach (20), Schots zwemster

## Oktober

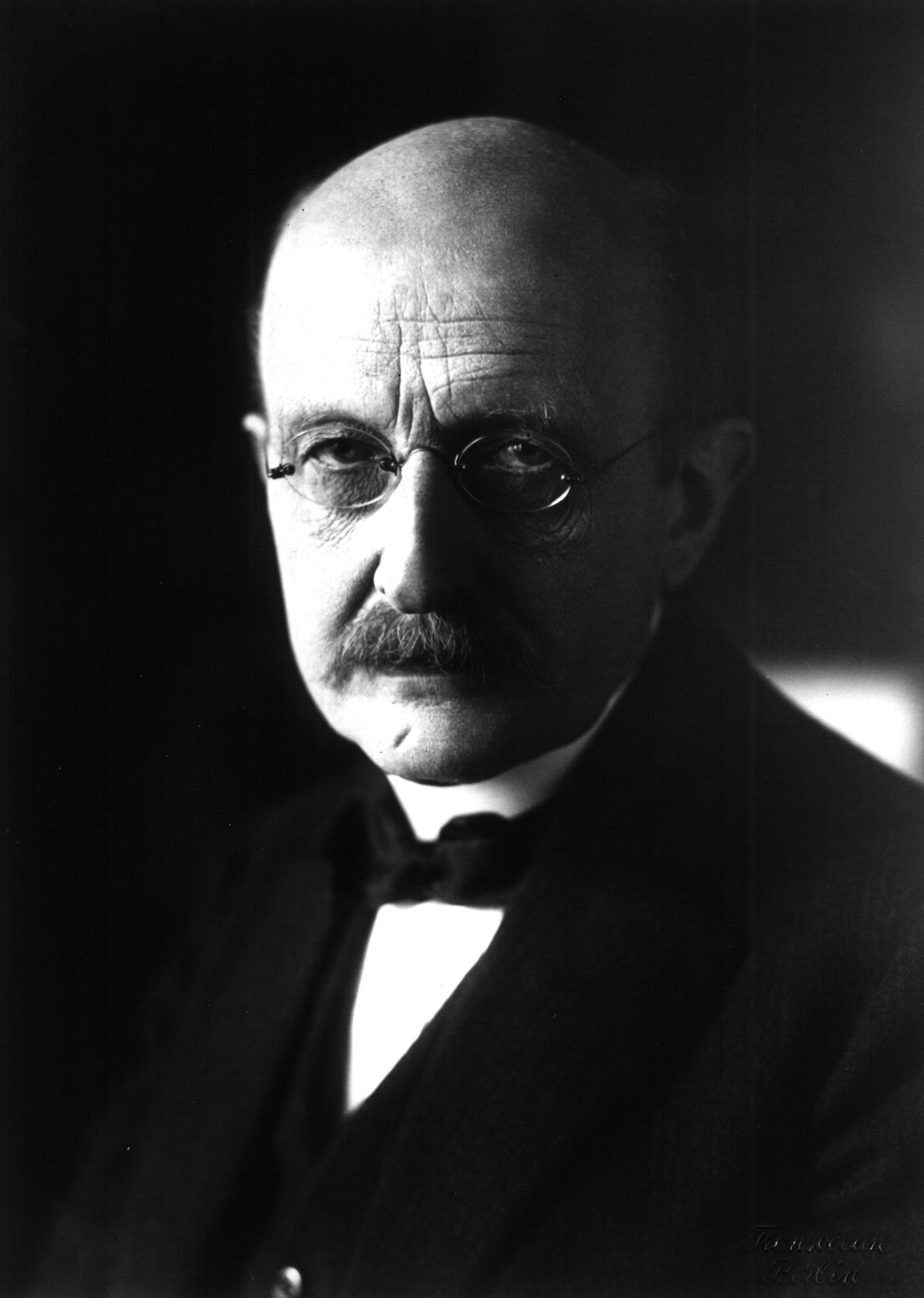
Max Planck
4 oktober

| 1 | 2 | 3 | 4 | 5 | 6 | 7 | 8 | 9 | 10 | 11 | 12 | 13 | 14 | 15 | 16 | 17 | 18 | 19 | 20 | 21 | 22 | 23 | 24 | 25 | 26 | 27 | 28 | 29 | 30 | 31 |
| - | - | - | - | - | - | - | - | - | -- | -- | -- | -- | -- | -- | -- | -- | -- | -- | -- | -- | -- | -- | -- | -- | -- | -- | -- | -- | -- | -- |

### 4 oktober
- Max Planck (89), Duits natuurkundige en winnaar van de Nobelprijs voor de Natuurkunde (1918)

### 6 oktober
- J.M.W. Scheltema (26), Nederlands dichter

### 8 oktober
- Ben Viegers (60), Nederlands kunstschilder

### 12 oktober
- Fernand Jacquet (58), Belgisch militair en luchtaas in de Eerste Wereldoorlog

### 30 oktober
- Heinrich Danckelmann (60), Duits generaal

## November

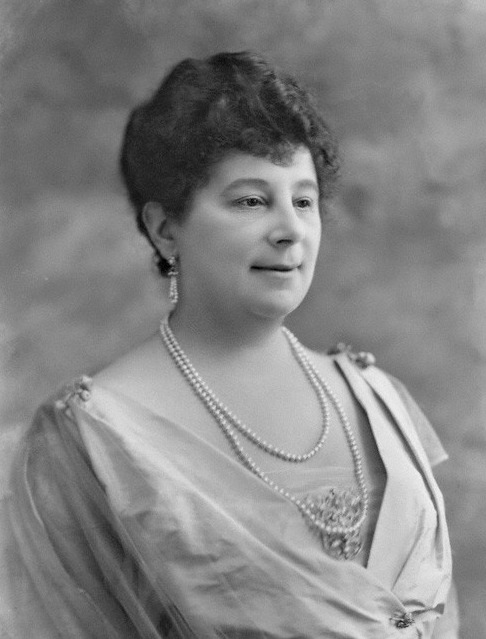
Emma Orczy
12 november

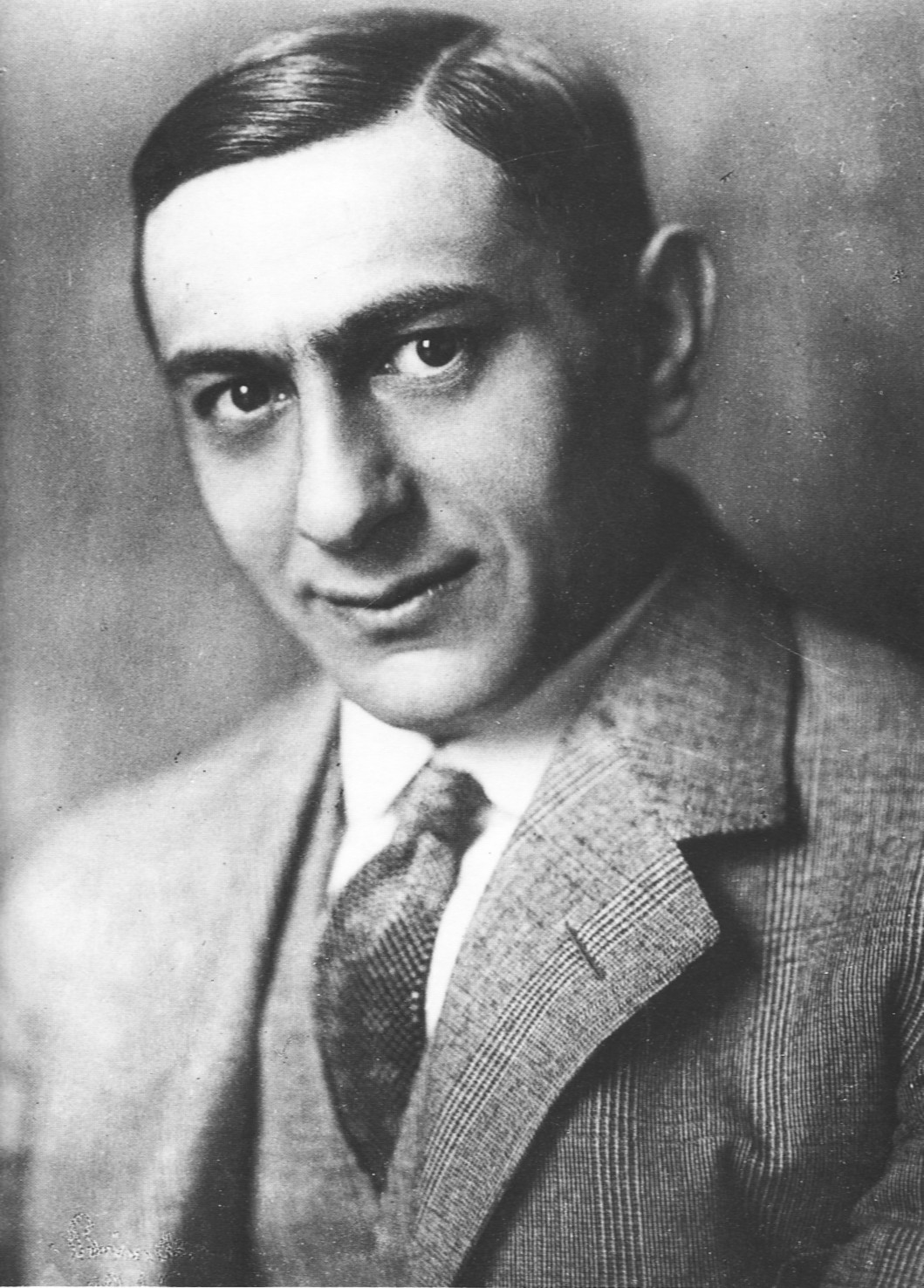
Ernst Lubitsch
30 november

| 1 | 2 | 3 | 4 | 5 | 6 | 7 | 8 | 9 | 10 | 11 | 12 | 13 | 14 | 15 | 16 | 17 | 18 | 19 | 20 | 21 | 22 | 23 | 24 | 25 | 26 | 27 | 28 | 29 | 30 |
| - | - | - | - | - | - | - | - | - | -- | -- | -- | -- | -- | -- | -- | -- | -- | -- | -- | -- | -- | -- | -- | -- | -- | -- | -- | -- | -- |

### 12 november
- Barones Orczy (82), Hongaars schrijfster van The Scarlet Pimpernel

### 30 november
- Ernst Lubitsch (55), Duits regisseur

## December

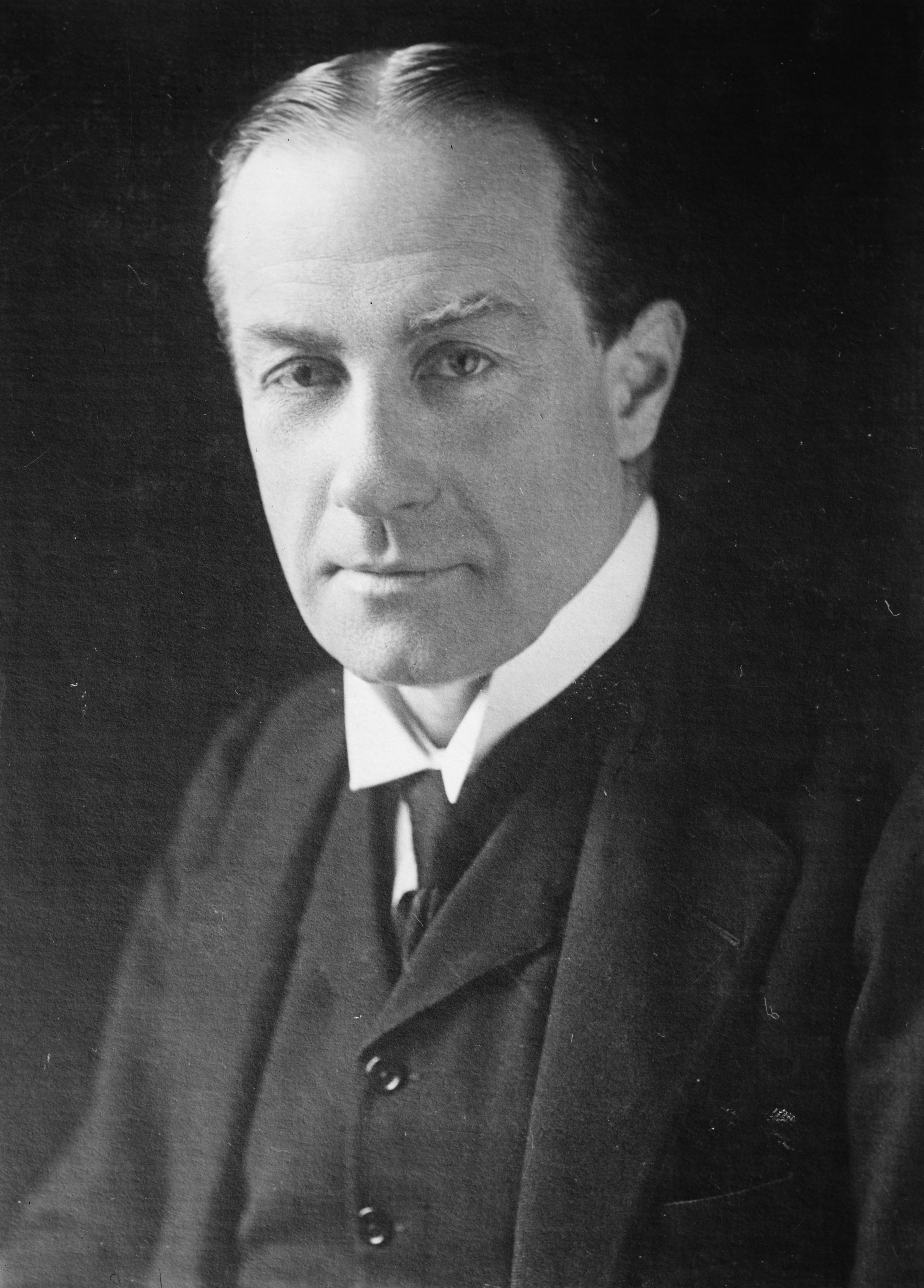
Stanley Baldwin
14 december

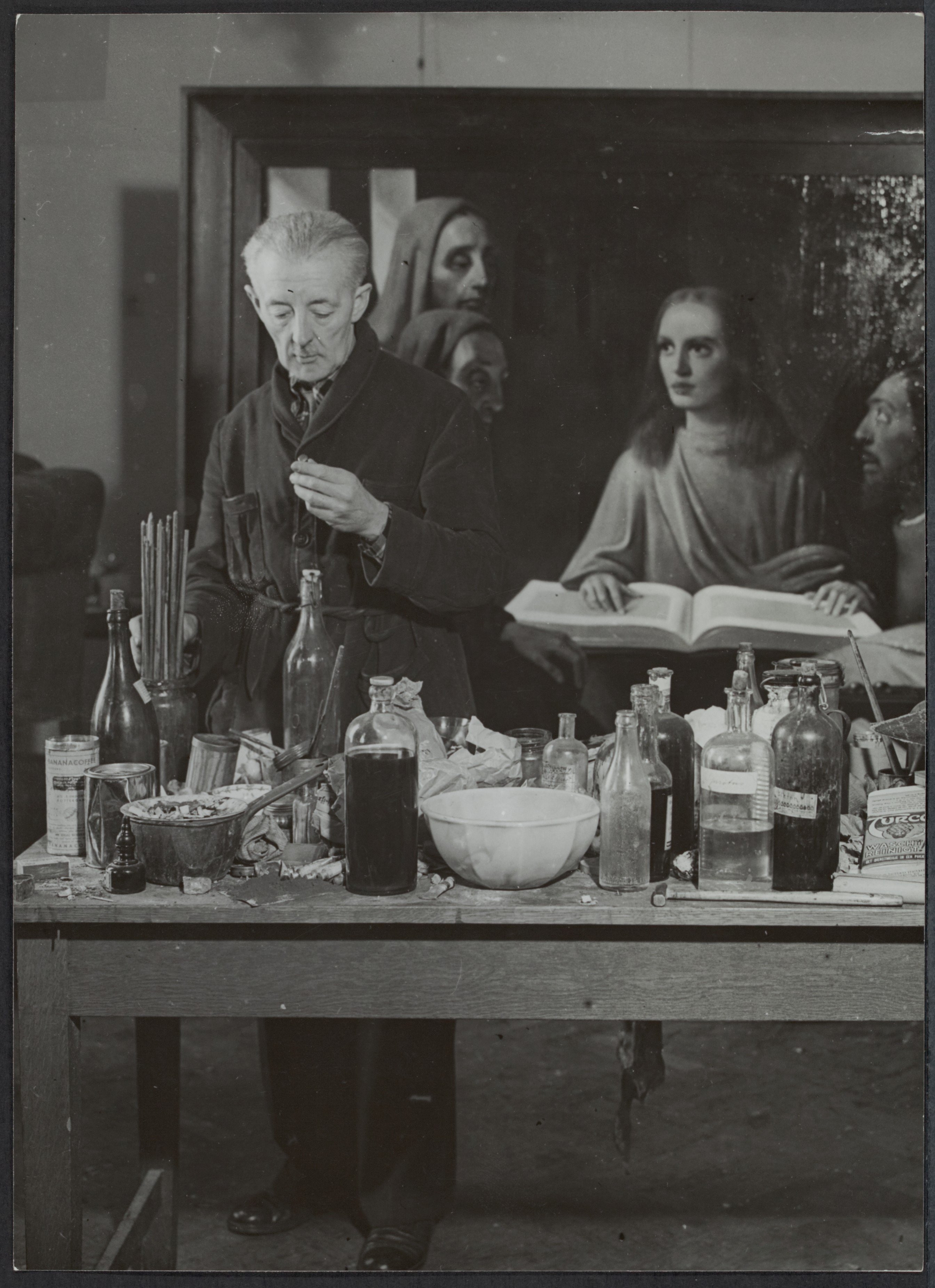
Han van Meegeren
30 december

| 1 | 2 | 3 | 4 | 5 | 6 | 7 | 8 | 9 | 10 | 11 | 12 | 13 | 14 | 15 | 16 | 17 | 18 | 19 | 20 | 21 | 22 | 23 | 24 | 25 | 26 | 27 | 28 | 29 | 30 | 31 |
| - | - | - | - | - | - | - | - | - | -- | -- | -- | -- | -- | -- | -- | -- | -- | -- | -- | -- | -- | -- | -- | -- | -- | -- | -- | -- | -- | -- |

### 1 december
- Aleister Crowley (72), Brits occultist

### 14 december
- Stanley Baldwin (80), Brits politicus

### 15 december
- Arthur Machen (84), Brits schrijver en mysticus

### 28 december
- Victor Emanuel III van Italië (78), koning van Italië, keizer van Ethiopië en koning van Albanië

### 30 december
- Han van Meegeren (58), Nederlands kunstschilder en meestervervalser

## Datum onbekend
- Teresa Magbanua (ca. 78), Filipijns revolutionaire

1900 ·
1901 ·
1902 ·
1903 ·
1904 ·
1905 ·
1906 ·
1907 ·
1908 ·
1909 ·
1910 ·
1911 ·
1912 ·
1913 ·
1914 ·
1915 ·
1916 ·
1917 ·
1918 ·
1919 ·
1920 ·
1921 ·
1922 ·
1923 ·
1924 ·
1925 ·
1926 ·
1927 ·
1928 ·
1929 ·
1930 ·
1931 ·
1932 ·
1933 ·
1934 ·
1935 ·
1936 ·
1937 ·
1938 ·
1939 ·
1940 ·
1941 ·
1942 ·
1943 ·
1944 ·
1945 ·
1946 ·
1947 ·
1948 ·
1949 ·
1950 ·
1951 ·
1952 ·
1953 ·
1954 ·
1955 ·
1956 ·
1957 ·
1958 ·
1959 ·
1960 ·
1961 ·
1962 ·
1963 ·
1964 ·
1965 ·
1966 ·
1967 ·
1968 ·
1969 ·
1970 ·
1971 ·
1972 ·
1973 ·
1974 ·
1975 ·
1976 ·
1977 ·
1978 ·
1979 ·
1980 ·
1981 ·
1982 ·
1983 ·
1984 ·
1985 ·
1986 ·
1987 ·
1988 ·
1989 ·
1990 ·
1991 ·
1992 ·
1993 ·
1994 ·
1995 ·
1996 ·
1997 ·
1998 ·
1999 ·
2000 ·
2001 ·
2002 ·
2003 ·
2004 ·
2005 ·
2006 ·
2007 ·
2008 ·
2009 ·
2010 ·
2011 ·
2012 ·
2013 ·
2014 ·
2015 ·
2016 ·
2017 ·
2018 ·
2019 ·
2020 ·
2021 ·
2022 ·
2023 ·
2024 ·
2025